# Kintoki
Kintoki (-金目族のトキ-) é um mangá one-shot escrito e ilustrado por Akira Toriyama. Foi publicado na revista Weekly Shonen Jump, em 15 de novembro de 2010, como parte do projeto "Top of the Super Legend", uma série de seis one-shots de mangakás famosos da Jump.  Se passa no mesmo universo da série Dragon Ball.

## Sinopse
A história gira em torno de Toki, um garoto caçador que vive no deserto. Ele pertence a antiga tribo dos "Aurumoculi", uma tribo já extinta, mas que ainda possui alguns poucos sobreviventes. Os "Aurumoculi", uma raça guerreira parecida com os humanos, são conhecidos por serem no passado os deuses da guerra, têm olhos dourados e uma monstruosa habilidade psíquica, entretanto tem uma vida muito curta, isso fez com que essa tribo quase desaparecesse. Quando Toki conhece uma garota chamada Merulusa, que se passa de vidente e diz que veio de Marte, Toki pede para se casar com Merulusa, e então continuar a sua linhagem, mas esta recusa-se. Logo depois Toki descobre que há outros de sua raça espalhados pelo mundo, mais tarde com a ajuda de Merulusa, Toki começa a procurar os últimos "Aurumoculi" e tentar evitar a extinção completa de sua raça.